# San Lorenzo (Nicaragua)
San Lorenzo es un municipio del departamento de Boaco en la República de Nicaragua.

## Geografía
El término municipal limita al norte con los municipios de Boaco y Teustepe, al sur con el Lago Cocibolca al este con los municipios de Camoapa y Comalapa y al oeste con los municipios de Tipitapa y Granada. La cabecera municipal está ubicada a 89 kilómetros de la capital de Managua.
El territorio en su mayor parte es ondulado y peñascoso, con montañas y serranías en toda su extensión, exceptuando a su costa lacustre en el Gran Lago de Nicaragua. 
Las montañas que se destacan son: Cuevas, Monte Fresco, Barbona, Rincón, Cabadilla, Barranca y Níspero.
Los principales ríos que lo cruzan son: San Lorenzo, Encuentros, Bálsamo, Guapote, Laguna del Carbonal, Tecolostote y  Riíto.

## Historia
El título de "pueblo" fue conferido al asentamiento conocido entonces como San Lorenzo por la Ley del 23 de agosto de 1858. Con nuevos pobladores del departamento de Granada en 1872. El municipio que a la vez constituye la partida de nacimiento política administrativa del departamento de Chontales es a partir de 1935 que forma parte del departamento de Boaco.

## Demografía
San Lorenzo tiene una población actual de 32,017 habitantes. De la población total, el 50% son hombres y el 50% son mujeres. Casi el 28.4% de la población vive en la zona urbana.

## Naturaleza y clima
El municipio tiene un clima tropical de sabana con una precipitación anual entre 1000 a 1400 mm, una temperatura media de 24,5 a 25 °C. En el territorio municipal el clima es húmedo durante el invierno y fresco entre noviembre y enero.
La flora se caracteriza por una gran variedad de árboles entre los que se distinguen laurel, madroño, quebracho, hiñocuajo, malinche, guanacuaste, guapinol, helequeme, tempate, chilamate, chiquilín, tigüilote, muñeco, sacuanjoche; así como gran variedad de plantas ornamentales y frutales.

## Localidades
La cabecera municipal cuenta con nueve barrios: El Socorro, El Carmen, Guadalupe, María Reina, San Miguel, Candelaria, Corazón de Jesús, San José de la Montañita y San Gabriel, y dos corresponden a la zona periférica que son Bálsamo, y Genízaro. La jurisdicción municipal comprende 29 comarcas de las cuales una corresponde al área urbana siendo Tecolostote que cuenta con cinco barrios. El resto de las comarcas son Potrero el Platanal, Cascabel, Catarina, Pedernal, Monte Fresco, Rejoya, Los Encuentros, Loma Larga, Quizaltepe, Carrizal, Mapachá, Posolí, La Flor, Sonzapote, Tule, Laguna San Onofre, El Llano, San Ildefonso, San Francisco, El Rodeo, Laguna del Carbonal, El Coyote, Las Casitas, Santa Rita.
Tecolostote siendo una de las comarcas del casco urbano que genera un 80% de los Ingresos económicos de este municipio.

## Economía
Las actividades económicas principales son la agricultura y la ganadería, donde la agricultura es el rubro de mayor importancia económica, mientras que la ganadería históricamente ha sido una actividad de carácter secundario con relación a la agricultura y está destinada fundamentalmente al consumo interno. Las condiciones de terreno ondulado, clima seco y buena agua para la producción agropecuaria, producen altos rendimientos agrícolas. Actualmente cuenta con dos Ferreterías, una ubicada en la ciudad y la otra ubicada en la Entrada a la ciudad, llamada Ferretería el 87 por encontrase en el kilómetro 87 de la Carretera a Managua - Juigalpa.
Tecolostote siendo una de las comarcas del casco urbano que genera un 85% de los Ingresos económicos de este municipio.

## Cultura
Entre las fiestas tradicionales se encuentra el popular "Tope de San Lenchito", que se celebra el día 7 de agosto, donde niños desfilan y bailan al son de chicheros (músicos filarmónicos) acompañados por su Reina de Actos, cargando una pequeña imagen del Santo patrono. 
La mayor fiesta religiosa tiene lugar el 10 de agosto en conmemoración al martirio de San Lorenzo, se oficia misa solemne y procesión popular de devotos y promesantes.
La mayoría de los jóvenes se interesa por la música y prueba de ello es su integración a los dos conjuntos musicales con que cuenta el municipio.